# Campionato mondiale di snooker 1979
L'Embassy World Snooker Championship del 1979 venne disputato al Crucible Theatre di Sheffield dal 16 al 28 aprile 1979.
Il gallese Terry Griffiths vinse il titolo al suo primo tentativo, battendo in finale 24–16 il nordirlandese Dennis Taylor. Fu anche il primo giocatore proveniente dalle qualificazioni a vincere il titolo al Crucible.
Il futuro sei volte campione Steve Davis fece il suo debutto, ma perse negli ottavi di finale 11–13 contro Dennis Taylor.
Vennero realizzati 13 century breaks nel campionato, con un break più alto di 143 da parte di Bill Werbeniuk.

## Montepremi
- Vincitore: £ 10.000
- Finalista: £ 5.000
- Terzo posto: £ 3.000
- Quarto posto: £ 2.000
- Quarti di finale: £1.250
- Sconfitti al primo turno: £ 1.000
- Montepremi totale: £ 35.500

## Tabellone finale
|  | Last 16 Al meglio di 25 frames | Last 16 Al meglio di 25 frames |                    |    | Quarti di finale Al meglio di 25 frames | Quarti di finale Al meglio di 25 frames |  |  | Semifinali Al meglio di 37 frames | Semifinali Al meglio di 37 frames |  |  | Final Al meglio di 47 frames | Final Al meglio di 47 frames |
|  |                                |                                |                    |    |                                         |                                         |  |  |                                   |                                   |  |  |                              |                              |
|  |                                |                                |                    |    |                                         |                                         |  |  |                                   |                                   |  |  |                              |                              |
|  |                                |                                |                    |    |                                         |                                         |  |  |                                   |                                   |  |  |                              |                              |
|  | Ray Reardon (1)                | 13                             |                    |    |                                         |                                         |  |  |                                   |                                   |  |  |                              |                              |
|  | Ray Reardon (1)                | 13                             |                    |    |                                         |                                         |  |  |                                   |                                   |  |  |                              |                              |
|  | Graham Miles                   | 8                              |                    |    |                                         |                                         |  |  |                                   |                                   |  |  |                              |                              |
|  | Graham Miles                   | 8                              | Ray Reardon (1)    | 8  |                                         |                                         |  |  |                                   |                                   |  |  |                              |                              |
|  |                                |                                | Ray Reardon (1)    | 8  |                                         |                                         |  |  |                                   |                                   |  |  |                              |                              |
|  |                                | Dennis Taylor (8)              | 13                 |    |                                         |                                         |  |  |                                   |                                   |  |  |                              |                              |
|  | Dennis Taylor (8)              | Dennis Taylor (8)              | 13                 | 13 |                                         |                                         |  |  |                                   |                                   |  |  |                              |                              |
|  | Dennis Taylor (8)              |                                |                    | 13 |                                         |                                         |  |  |                                   |                                   |  |  |                              |                              |
|  | Steve Davis                    | 11                             |                    |    |                                         |                                         |  |  |                                   |                                   |  |  |                              |                              |
|  | Steve Davis                    | 11                             | Dennis Taylor (8)  | 19 |                                         |                                         |  |  |                                   |                                   |  |  |                              |                              |
|  |                                |                                | Dennis Taylor (8)  | 19 |                                         |                                         |  |  |                                   |                                   |  |  |                              |                              |
|  |                                | John Virgo                     | 12                 |    |                                         |                                         |  |  |                                   |                                   |  |  |                              |                              |
|  | John Spencer (4)               | John Virgo                     | 12                 | 11 |                                         |                                         |  |  |                                   |                                   |  |  |                              |                              |
|  | John Spencer (4)               |                                |                    | 11 |                                         |                                         |  |  |                                   |                                   |  |  |                              |                              |
|  | Bill Werbeniuk                 | 13                             |                    |    |                                         |                                         |  |  |                                   |                                   |  |  |                              |                              |
|  | Bill Werbeniuk                 | 13                             | Bill Werbeniuk     | 9  |                                         |                                         |  |  |                                   |                                   |  |  |                              |                              |
|  |                                |                                | Bill Werbeniuk     | 9  |                                         |                                         |  |  |                                   |                                   |  |  |                              |                              |
|  |                                | John Virgo                     | 13                 |    |                                         |                                         |  |  |                                   |                                   |  |  |                              |                              |
|  | Cliff Thorburn (5)             | John Virgo                     | 13                 | 10 |                                         |                                         |  |  |                                   |                                   |  |  |                              |                              |
|  | Cliff Thorburn (5)             |                                |                    | 10 |                                         |                                         |  |  |                                   |                                   |  |  |                              |                              |
|  | John Virgo                     | 13                             |                    |    |                                         |                                         |  |  |                                   |                                   |  |  |                              |                              |
|  | John Virgo                     | 13                             | Dennis Taylor (8)  | 16 |                                         |                                         |  |  |                                   |                                   |  |  |                              |                              |
|  |                                |                                | Dennis Taylor (8)  | 16 |                                         |                                         |  |  |                                   |                                   |  |  |                              |                              |
|  |                                | Terry Griffiths                | 24                 |    |                                         |                                         |  |  |                                   |                                   |  |  |                              |                              |
|  | Eddie Charlton (3)             | Terry Griffiths                | 24                 | 13 |                                         |                                         |  |  |                                   |                                   |  |  |                              |                              |
|  | Eddie Charlton (3)             |                                |                    | 13 |                                         |                                         |  |  |                                   |                                   |  |  |                              |                              |
|  | Doug Mountjoy                  | 6                              |                    |    |                                         |                                         |  |  |                                   |                                   |  |  |                              |                              |
|  | Doug Mountjoy                  | 6                              | Eddie Charlton (3) | 13 |                                         |                                         |  |  |                                   |                                   |  |  |                              |                              |
|  |                                |                                | Eddie Charlton (3) | 13 |                                         |                                         |  |  |                                   |                                   |  |  |                              |                              |
|  |                                | Fred Davis (6)                 | 4                  |    |                                         |                                         |  |  |                                   |                                   |  |  |                              |                              |
|  | Fred Davis (6)                 | Fred Davis (6)                 | 4                  | 13 |                                         |                                         |  |  |                                   |                                   |  |  |                              |                              |
|  | Fred Davis (6)                 |                                |                    | 13 |                                         |                                         |  |  |                                   |                                   |  |  |                              |                              |
|  | Kirk Stevens                   | 8                              |                    |    |                                         |                                         |  |  |                                   |                                   |  |  |                              |                              |
|  | Kirk Stevens                   | 8                              | Eddie Charlton (3) | 17 |                                         |                                         |  |  |                                   |                                   |  |  |                              |                              |
|  |                                |                                | Eddie Charlton (3) | 17 |                                         |                                         |  |  |                                   |                                   |  |  |                              |                              |
|  |                                | Terry Griffiths                | 19                 |    | Finale per il terzo posto               | Finale per il terzo posto               |  |  |                                   |                                   |  |  |                              |                              |
|  | Alex Higgins (7)               | Terry Griffiths                | 19                 | 13 | Finale per il terzo posto               | Finale per il terzo posto               |  |  |                                   |                                   |  |  |                              |                              |
|  | Alex Higgins (7)               |                                |                    | 13 |                                         |                                         |  |  |                                   |                                   |  |  |                              |                              |
|  | David Taylor                   | 5                              |                    |    |                                         |                                         |  |  |                                   |                                   |  |  |                              |                              |
|  | David Taylor                   | 5                              | Alex Higgins (7)   | 12 | John Virgo                              | 3                                       |  |  |                                   |                                   |  |  |                              |                              |
|  |                                |                                | Alex Higgins (7)   | 12 | John Virgo                              | 3                                       |  |  |                                   |                                   |  |  |                              |                              |
|  |                                | Terry Griffiths                | 13                 |    | Eddie Charlton (3)                      | 7                                       |  |  |                                   |                                   |  |  |                              |                              |
|  | Perrie Mans (2)                | Terry Griffiths                | 13                 | 8  | Eddie Charlton (3)                      | 7                                       |  |  |                                   |                                   |  |  |                              |                              |
|  | Perrie Mans (2)                |                                |                    | 8  |                                         |                                         |  |  |                                   |                                   |  |  |                              |                              |
|  | Terry Griffiths                | 13                             |                    |    |                                         |                                         |  |  |                                   |                                   |  |  |                              |                              |
|  | Terry Griffiths                | 13                             |                    |    |                                         |                                         |  |  |                                   |                                   |  |  |                              |                              |